# シャーバンダル
シャーバンダル（ペルシア語: شه‌بندر , shahbandar ）とは地中海、ペルシア湾、インド洋に存在した職業である。ペルシア語で「港の王」を意味し、日本では港務長官や港湾長官とも訳され、シャーバンダールという表記もある。

## 概要
地元の統治者や住民と、外国商人との仲介を行う職業で、シャーバンダル以前にはマルズバーン、ハルマなどの名称で呼ばれた。富裕商人から代表者として選ばれ、サファヴィー朝の港市であるバンダレ・アッバースでは、シャーバンダルは税関や商行為の監視を行った。
マラッカ王国のシャーバンダルには外国人の商人が就任し、外国商人の代表として貿易を管理した。倉庫の割り当て、価格の決定、争いの調停などを行い、ムフタスィブの意味にも用いられた。出身地別に4人のシャーバンダルが任命され、インドのグジャラート、インドの他地域およびペグーやスマトラ、東南アジア、中国および琉球の出身者がおり、それぞれの担当地域の商人の仲介を行った。マラッカは15世紀後半から1511年のポルトガル占領までは、東南アジア最大の都市として繁栄した。